# Brachygrammatella longiclavata
Brachygrammatella longiclavata är en stekelart som beskrevs av Muhammad Sharif Khan 1975. Brachygrammatella longiclavata ingår i släktet Brachygrammatella och familjen hårstrimsteklar. Inga underarter finns listade.